# Georges Als
Georges Als, né le 18 septembre 1925 à Luxembourg et décédé le 7 avril 2014, a fait des études de droit et d'économie à Paris, Bruxelles et Philadelphie. 
Réfractaire à l'enrôlement de force par la Wehrmacht nazie en 1943-44, il a fait en 1945 une tournée de 32 conférences en Grande-Bretagne sur le thème du Luxembourg sous l'occupation allemande.
Georges Als a été de 1963 à 1990 directeur du Service central de la statistique et des études économiques (Statec) du Luxembourg et professeur d'économie à l'Université libre de Bruxelles (ULB). Il a été cofondateur en 1955 et président d'honneur du Groupe Alpin Luxembourg, ainsi que secrétaire général de l'Institut Grand-ducal, Section des sciences morales et politiques, dont il a édité pendant un certain nombre d'années le volume annuel des Actes.
Il était marié à Françoise Dupont (1955) et père de 4 enfants.

## Publications

### Livres
- La population du Luxembourg. (ONU C.I.C.R.E.D. Series: World Population Year) (1975, 197 p.)[2]
- Le Luxembourg. Situation économique, politique et sociale. Notes et études documentaires N° 4651-4652. La Documentation Française, Paris, 1982, 144 p.
- L'évolution des structures de la population luxembourgeoise et ses grands problèmes. Avant-propos de M. Gaston Thorn, Premier ministre. BIL Cahiers économiques, Luxembourg, 1981 - 66 p.
- Les mutations de l'économie luxembourgeoise in Banque Générale du Luxembourg. Collection Réalités et Perspectives, 1983/1 - 57 p.
- Statistique et études économiques au Luxembourg. STATEC, Luxembourg, 1990, IX + 352 p.
- Histoire quantitative du Luxembourg 1839-1990. STATEC, Luxembourg, 1991, VII + 426 p.
- L'organisation de la statistique dans les douze États membres de la Communauté. EUROSTAT, 1993.

Vol. I	- Essais sur les 12 Instituts Nationaux de Statistique. - Étude comparative - 230 p. (traduit en allemand et en anglais).
Vol. II -Rapports analytiques - 290 p.
- Intégration statistique européenne. Problèmes récents, 10 p. in : 48e session de l'Institut International de Statistique, Le Caire, septembre 1991.
- Les pays d'Europe occidentale en ..... sous la direction d'Alfred Grosser. Notes et études. La Documentation Française. Paris (annuel de 1979 à 2002 : chapitre sur le Luxembourg).
- Gemeinsamkeiten und Unterschiede der nationalen statistischen Systeme in der Europäischen Union. in: Allgemeines Statistisches Archiv 1995, No 1, pp. 1–17
- Statistical confidentiality in the 15 member states of the European Union. A critical comparison. in :3rd International Seminar on Stat. Confidentiality, oct. 1996, BLED, pp. 9–21
- Robert Als: Rapports d'un diplomate 1950-1962. Préface de M. Jean-Claude Juncker, premier ministre. Édité par G.Als   Publication de l'Institut Grand-ducal 2003 (624 p.)
- Robert Als au service de son pays.  Luxembourg Rapidpress 2003 (300 p.)
- Mémoires de l'Occupation 1940-1944 In: Kolléisch's Jongen am Krich p. 13–82. (Édité par l'Association des Anciens de l'Athénée). Novembre 2011 570p.
- Ascensions dans les Dolomites 1957-2011  Rapidpress 2012 (282 p.)
- Articles  (env. 200 articles de revues et de presse) p.ex.
- Aspects originaux de l'Université aux États-Unis. in : Revue de l'Institut de Sociologie, Bruxelles 1950 No 3, p. 425–459.
- Lambert Adolphe Quételet (1796-1874) savant universel et père de la statistique moderne. in :	Bulletin de l'Institut international de statistique, Vol. 46, Livre 4, 1975, p. 19–25 (Actes de la 40e session, Varsovie, 1975)
- The nightmare of economic accounts in a small country with a large international banking sector. in : Review of Income and Wealth. March 1988
- Intégration statistique européenne. Problèmes récents, 10 p. in : 48e session de l'Institut International de Statistique, Le Caire, septembre 1991.
- Gemeinsamkeiten und Unterschiede der nationalen statistischen Systeme in der Europäischen Union. in : Allgemeines Statistisches Archiv 1995, No 1, pp. 1–17
- Statistical confidentiality in the 15 member states of the European Union. À critical comparison. in : 3rd International Seminar on Stat. Confidentiality, 2-4 oct. 1996, BLED, p. 9–21

### Communications à l'Institut Grand-Ducal (Section des Sciences morales et politiques)
- Les fondements juridiques de la statistique luxembourgeoise, 	in : Vol. I, p. 19–34.
- L'évolution économique et le problème du chômage intellectuel in   Vol. III), p. 5–24.
- Le suicide au Luxembourg, 1975 in:  Vol. III), p. 116–135.
- Essais sur quelques grands économistes (Smith, Marx, , Optimisme et pessimisme en éco po) 1987, 100 p.
- Le duel Churchill Hitler en été 1940 in : Vol. VI 2002, p. 95–116.
- Où va la Sibérie? Impressions et réflexions de voyagesin   Vol. X 2007 p. 21–50
- Euthanasie et soins palliatifs. Quelques interrogations à propos du débat moral en cours in   Vol. XII p. 205–207
- L’avenir de la population et de l’économie mondiales. in : Actes de l’Académie de Bordeaux. 1996. p. 145–165.